# Juani Feliz
Juani Feliz (3 de enero de 1989) es una actriz estadounidense de origen dominicano, conocida por sus papeles como Isabela Benítez-Santiago en la serie Harlem, Carmen en el seriado DMZ y Alejandra López en la serie Fleishman Is in Trouble.
En 2022 fue incluida en la lista de los «50 Más Bellos» de la revista People en Español. Fue nominada al premio «Mejor Actor/Actriz en el Extranjero» en los Premios Soberano de la República Dominicana tanto en 2023 como en 2024.

## Primeros años
Feliz nació en la República Dominicana y se crio en el Bronx de Nueva York. Empezó a actuar a los catorce años tras participar en su primera obra escolar. Consiguió su primer papel en televisión a los quince años en Law & Order: Criminal Intent. Su carrera como actriz pasó a un segundo plano cuando terminó el instituto y estudió ingeniería biomédica en la Universidad de Harvard. Después de la universidad trabajó en el Instituto Wyss de Ingeniería Biológicamente Inspirada de Boston, donde colaboró en un ensayo clínico de una vacuna contra el melanoma y ayudó a desarrollar biomateriales y sistemas de administración de fármacos. Durante este tiempo también completó un máster en Harvard. A pesar de su carrera en bioingeniería, Feliz regresó a la actuación en 2016.

## Carrera
En su regreso a la interpretación, Feliz debutó en la gran pantalla en el filme distópico The Purge: Election Year. Entre 2016 y 2018, actuó como invitada en varias series de televisión, entre las que destacan Blue Bloods, Power, Shades of Blue y One Dollar, y tuvo un importante papel secundario en la película Canal Street. En 2017, fue elegida para formar parte de la muestra de talentos ABC Discovers. En 2019 filmó su primer piloto en la red como serie regular en el drama romántico de ABC Until The Wedding y filmó para un importante papel secundario en el largometraje en desarrollo Quiet In My Town. En 2020, Feliz ganó el premio a la Mejor Actriz de Reparto en el Festival de Cine de Utah por su actuación en el corto independiente Below The Belt.
En 2021 interpretó a Isabela Benítez-Santiago en la serie de comedia de Amazon Harlem, creada por Tracy Oliver y Amy Poehler. Un año después interpretó a Carmen en la serie limitada de HBO Max DMZ, de Ava DuVernay y Roberto Patino. También en 2022 interpretó a Alejandra López en la serie limitada de FX Fleishman Is In Trouble, adaptación a la pantalla de la novela de Taffy Brodesser-Akner.
En 2023, Feliz retomó su papel de Isabela Benítez-Santiago en la segunda temporada de Harlem y actuó como estrella invitada en episodios de los seriados The Rookie: Feds y NCIS: Hawaiʻi .
En 2024 interpretó a una agente en la película distópica Civil War de Alex Garland para A24. En 2025, se anunció que Feliz y Titus Welliver encabezarían una posible secuela del seriado The Equalizer para la CBS.

## Plano personal
Feliz pertenece a la comunidad LGBTQ. Se casó con su esposa, la ejecutiva de Disney Claribel Jiménez-Feliz, en septiembre de 2021 en Nueva York.

## Filmografía

### Cine
| Año  | Título                              | Papel           | Notas         |
| ---- | ----------------------------------- | --------------- | ------------- |
| 2006 | Delirious                           | Staci           |               |
| 2016 | The Fastest, Most Romantic Love Yet | Joven           |               |
| 2016 | The Purge: Election Year            | Colegiala       |               |
| 2016 | Doctor Strange                      | Chica en el bus | No acreditada |
| 2017 | The Polka King                      | Joven           |               |
| 2018 | Canal Street                        | Zoey Swanson    |               |
| 2024 | Civil War                           | Joy Butler      |               |
| TBA  | Quiet In My Town                    | Janet           |               |

### Televisión
| Año       | Título                       | Papel                    | Notas       |
| --------- | ---------------------------- | ------------------------ | ----------- |
| 2005      | Law & Order: Criminal Intent | Esperanza                | 1 episodio  |
| 2006      | Conviction                   | Vida Diletez             | 1 episodio  |
| 2018      | Shades of Blue               | Vanessa Ruiz             | 2 episodios |
| 2018      | One Dollar                   | Paloma                   | 1 episodio  |
| 2019      | Blue Bloods                  | Corey Vallejo            | 2 episodios |
| 2019      | Power                        | Jesenia                  | 1 episodio  |
| 2019      | Until the Wedding            | Isabel                   | Telefilme   |
| 2021–2022 | Harlem                       | Isabela Benitez-Santiago | 7 episodios |
| 2022      | DMZ                          | Carmen                   | 3 episodios |
| 2022      | Fleishman Is in Trouble      | Alejandra Lopez          | 3 episodios |